# Suport a llarg termini
Suport a llarg termini (en anglès, Long Term Support, abreujadament, LTS) és una expressió emprada en el camp de la informàtica per a anomenar les versions o llançaments especials de programari dissenyats per a tenir suport durant un període més llarg que el normal. Possibilita als usuaris i empreses treballar en projectes a llarg termini amb programari que confereix estabilitat i minimitza els bugs. S'aplica particularment als projectes de programari de codi obert, com Linux. En l'àmbit dels sistemes basats en aquest nucli, el terme s'usa en algunes versions de distribucions com Debian o Ubuntu, entre d'altres.